# Schistura antennata
Schistura antennata és una espècie de peix de la família dels balitòrids i de l'ordre dels cipriniformes.

## Morfologia
Els mascles poden assolir els 7,4 cm de longitud total.

## Hàbitat i distribució geogràfica
Es troba al riu Lam (la provincia de Ha Tinh, el Vietnam) i comparteix el seu hàbitat amb Schistura hingi i Oreoglanis sp. (Sisoridae).

## Amenaces
Les seues principals amenaceds són la desforestació i l'erosió del sòl a la conca del riu Lam.